# جوليا رالف سكوت
جوليا رالف سكوت (بالإنجليزية: Julia Ralph Scott)‏ (27 نوفمبر 1982 بإنفرنيس في المملكة المتحدة - ) هي لاعبة كرة قدم بريطانية في مركز الوسط. شاركت مع منتخب اسكتلندا لكرة القدم للسيدات. أما مع النوادي، فقد لعبت مع Toronto Lynx ‏ وDoncaster Rovers Belles L.F.C. ‏ وHibernian W.F.C. ‏ وAberdeen F.C. Women ‏ وCeltic F.C. Women ‏ وForfar Farmington F.C. ‏.

## وصلات خارجية
- جوليا رالف سكوت على موقع قاعدة بيانات كرة القدم.إي يو (الإنجليزية)